# Alesia

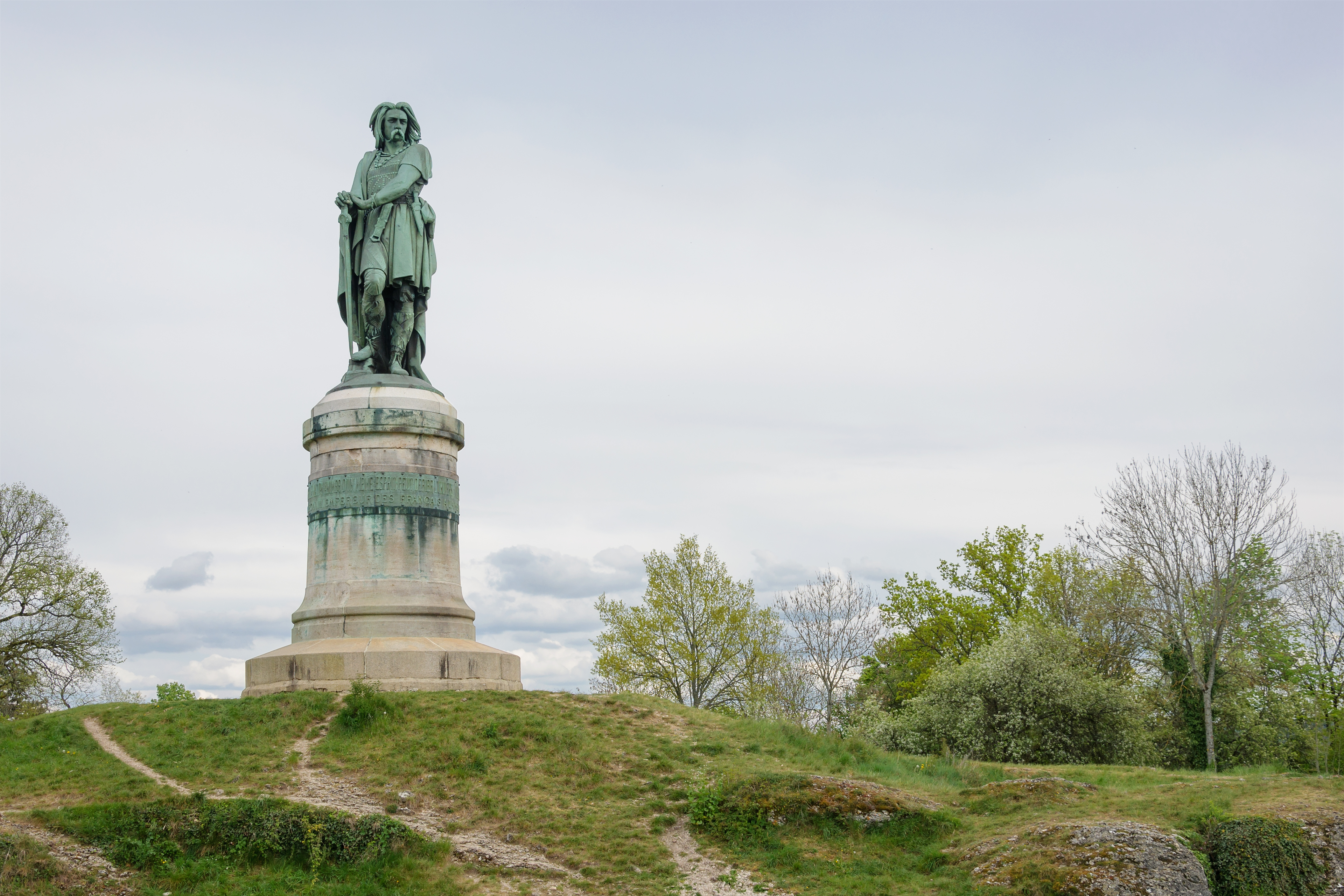
Vercingetorixmonumentet i Alise-Sainte-Reine

Alesia var den galliska stammen mandubiernas huvudstad. I slaget vid Alesia (ca 52 f.Kr.) besegrade romarna under Julius Caesar ledning slutgiltigt gallerna under Vercingetorix och kunde erövra hela Gallien.
Stadens läge var länge omtvistat, men efter ett skattfynd i Alise-Sainte-Reine, betraktades denna kulle som en mer sannolik kandidat. Därför bekostade kejsare Napoleon III 1861 utgrävningar, och man hittade förstörda befästningar.